# 2018 LA
2018 LA è un meteoroide (un piccolo asteroide) che il 2 giugno 2018 ha impattato la Terra in prossimità del confine tra Botswana e Sudafrica. Dopo 2008 TC3 e 2014 AA, è il terzo corpo celeste di cui si è potuto predire l'impatto con la Terra.

## Cronaca dell'impatto

Simulazione dell'orbita di 2018 LA tra il 2 giugno 2016 e il 2 giugno 2018.
2018 LA·
Venere·
Terra·
Marte

L'oggetto venne individuato dal Mount Lemmon Survey alle 08:22 UTC del 2 giugno 2018 riuscendo a seguirlo per fino alle 9:39. A questo arco temporale si poterono aggiungere 7 minuti di prescoperta. Sulla base dei dati di quegli 85 minuti, venne inizialmente ipotizzato una zona d'impatto compresa tra l'Australia e il Madagascar con una probabilità dell'85%.
Alle 16:44 UTC l'American Meteor Society ricevette un avviso di un bolide di notevoli dimensioni visto nel Botswana meridionale: sebbene la zona fosse oltre il limite occidentale della prima previsione di impatto, il sospetto che si trattasse del medesimo oggetto fu subito forte.
Poco più tardi, aggiungendo alle osservazioni iniziali quelle compiute dall'ATLAS fu possibile estendere l'arco di osservazione a quasi 4 ore e correggere la stima d'impatto dandone la certezza con il picco di probabilità sulla Namibia: questa nuova previsione era pienamente consistente con le osservazioni visive avvenute in Botswana.
Ad ulteriore sostegno dell'ipotesi giunse anche la rilevazione dalla stazione I47 in Sudafrica della traccia infrasonica del bolide.

## Meteoriti
Iniziò subito la corsa all'identificazione dell'area di dispersione per recuperare i meteoriti: sulla base dei dati di 2008 TC3, si stimava che potessero essere disponibili vari chilogrammi di materiale.
I primi frammenti furono recuperati il successivo 23 giugno.